# Liste der Baudenkmale in Retschow
In der Liste der Baudenkmale in Retschow sind alle Baudenkmale der Gemeinde Retschow (Landkreis Rostock) und ihrer Ortsteile aufgelistet (Stand 10. Februar 2021).

## Retschow
| ID  | Lage                 | Bezeichnung                                                              | Beschreibung | Bild                                                                     |
| --- | -------------------- | ------------------------------------------------------------------------ | --- | ------------------------------------------------------------------------ |
| 611 | Dorfstraße 2 (Karte) | Freilichtmuseum mit Hallenhaus, Hallendielenscheune und Altenteilerkaten | Das Museum stellt die bäuerliche Lebens- und Arbeitswelt dar. Die Hofanlage ist die einzige ihrer Art in Mecklenburg-Vorpommern, welche noch eine Dreiteilung in Wohnhaus (1787), Scheune (1836) und Altenteilerkaten (1842) umfasst. | Freilichtmuseum mit Hallenhaus, Hallendielenscheune und Altenteilerkaten |
| 612 | Dorfstraße 6 (Karte) | Hallenhaus und Scheune                                                   | |                                                                          |
| 613 | (Karte)              | Kirche                                                                   | gotische einschiffige Backsteinkirche, 1233 erwähnt, dreijochiges Langhaus und einjochiger Chor mit 3-seitigem Ostabschluss; vorgesetzter Westturm von 1653 aus Holz; Innen: Fresken von um 1400, Schnitzaltar aus der zweiten Hälfte des 15. Jahrhunderts; freistehende Kanzel von 1565 (Dehio: 1586), Chorgestühl von 1659, Glocke von 1443. | Kirche                                                                   |
| 614 | (Karte)              | Kriegerdenkmal 1813                                                      | | Kriegerdenkmal 1813                                                      |
| 615 | Kirchweg 3 (Karte)   | Pfarrhof mit Wohnhaus, Scheune und Stall                                 | | Pfarrhof mit Wohnhaus, Scheune und Stall                                 |

## Stülow
| ID  | Lage                           | Bezeichnung | Beschreibung | Bild |
| --- | ------------------------------ | ----------- | ------------ | ---- |
| 704 | Stülower Dorfstraße 4a (Karte) | Hallenhaus  |              |      |

## Quelle
Denkmalliste des Landkreises Rostock A ‐ Z (Stand: 10. Februar 2021; PDF, 497 KB)
- Karte mit allen Koordinaten:
- OSM |
- WikiMap